# Paralona pigra
Paralona pigra är en kräftdjursart som först beskrevs av Georg Ossian Sars 1862.  Paralona pigra ingår i släktet Paralona och familjen Chydoridae. Inga underarter finns listade i Catalogue of Life.